# Neuba I, II
Neuba I та Neuba II – трубопроводи, споруджені аргентинською компанією TGS (Transportadora de Gas del Sur) для доставки природного газу з родовищ басейну Неукен в однойменній провінції до важливого економічного центру країни Баїя-Бланка та столиці.
Neuba I ввели в експлуатацію у 1970 році для поставок газу, отриманого при розробці нафтогазового родовища Сієрра Барроса на півдні Неукену, до розташованого на узбережжі міста Баїя-Бланка. Через два роки його продовжили за рахунок ділянки Loop Sur («Південний лупінг»), яка досягла газорозподільчого кільця навколо Буенос-Айресу. Можна відзначити, що хоча від Баїя-Бланка до столиці вже пролягав газопровід з південних родовищ General San Martin, проте маршрут для Loop Sur обрали західніше. Загальна довжина Neuba I/ Loop Sur становить 731 км, діаметр труб 600-750 мм, робочий тиск 6 МПа. У 1996 році ця система пройшла модернізацію. Її роботу забезпечують 4 компресорні станції.
В другій половині 1980-х для доставки додаткових обсягів газу з найбільшого родовища Аргентини Лома-ла-Лата (вже з`єднаного з столицею газопроводом Centro Oeste) спорудили другу чергу системи Неукен - Баїя-Бланка - Буенос-Айрес. Вона починалась трохи північніше за першу на ГПЗ Лома-ла-Лата, слідувала у східному напрямку до узбережжя в одному коридорі з Neuba I, але після цього на шляху до Буенос-Айресу вигиналась ще сильніше на захід, забезпечуючи газифікацію додаткових районів. Довжина Neuba II 1064 км, діаметр труб 750-900 мм, робочий тиск 7 МПа. Уздовж траси розміщено 6 компресорних станцій. В 1990-х роках трубопровід кілька разів проходив модернізацію, яка продовжилась і у 21 столітті, коли було споруджено цілий ряд лупінгів.